# Herbert Jensen

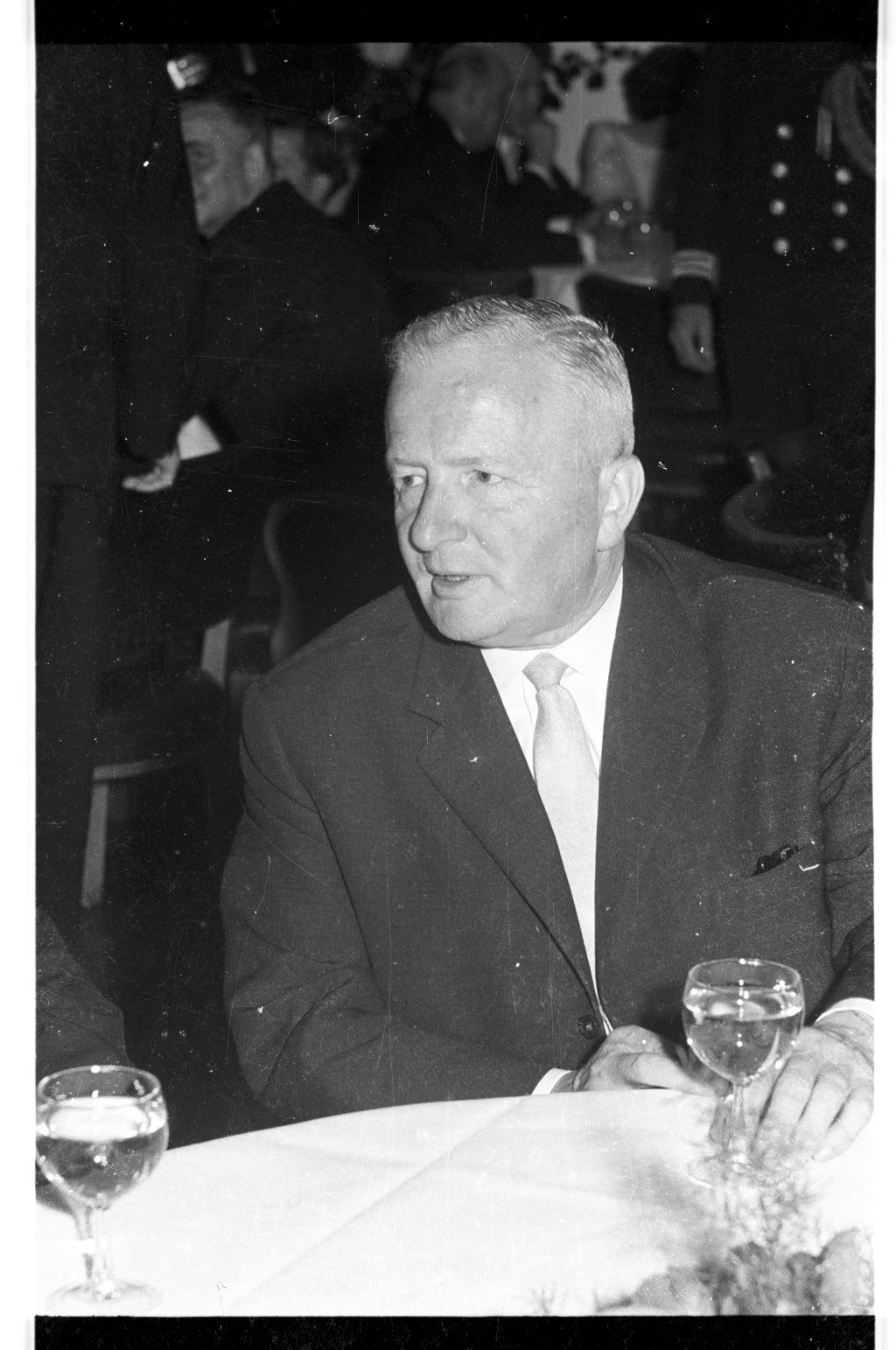
Herbert Jensen (1964)

Herbert Friedrich Jensen (* 27. Oktober 1900 in Kiel; † 22. März 1968 in Dortmund) war ein deutscher Architekt und Professor für Städtebau, Wohnungswesen und Landesplanung an der TH Braunschweig.

## Ausbildung und Wirken in Kiel

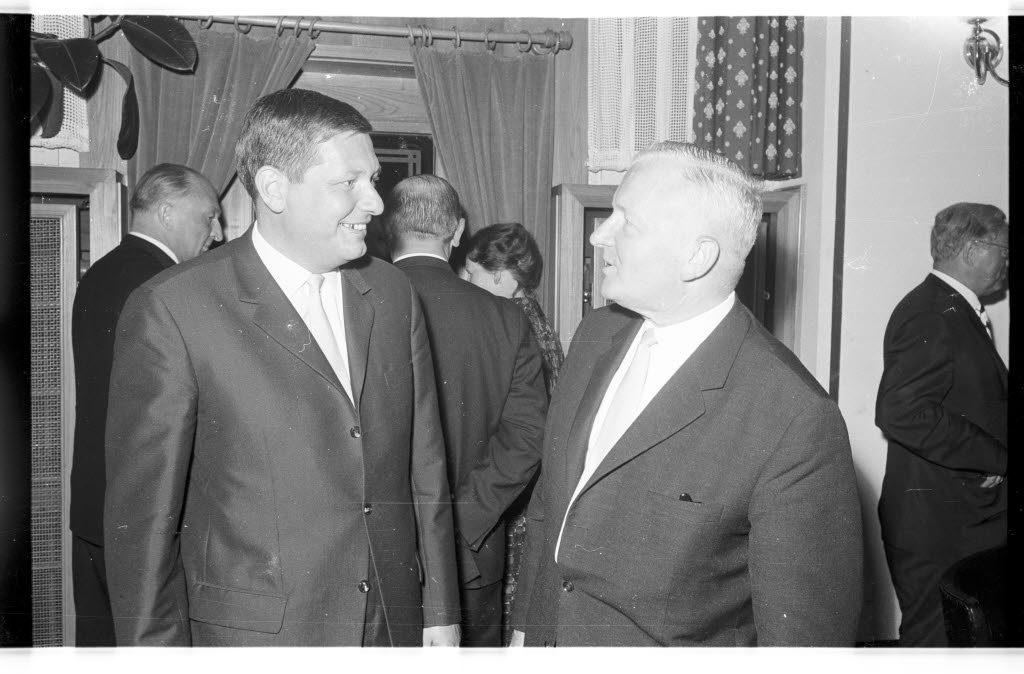
Jensen im Gespräch mit seinem Nachfolger als Kieler Stadtbaurat Klaus Müller-Ibold

Herbert Jensen war ein Sohn des Kieler Möbelfabrikanten Heinrich Christian Jensen (* 8. Januar 1856 in Flensburg; † 2. März 1911 in Kiel) und dessen Ehefrau Marie Dorothea Mathilde Jensen, geborene Kömme (* 17. November 1860; † 18. Januar 1929 in Kiel). Den Besuch der Kieler Hebbelschule beendete er 1919 mit dem Abitur. Danach arbeitete er ein halbes Jahr praktisch bei einer Baufirma. Von 1919 bis 1923 studierte er Architektur an der TH Karlsruhe und schloss das Studium im Oktober 1923 mit dem Diplomexamen ab.
Im Frühjahr 1924 zog Jensen nach Kiel und arbeitete im Architekturbüro von Ernst Prinz, für den er zweieinhalb Jahre tätig war. Gemeinsam mit Prinz beteiligte er sich unter anderem an einem Wettbewerb zur Neugestaltung des Kleinen Kiel, den beide gewannen. Danach beschäftigte er sich vermutlich gezielt zunehmend mit dem Städtebau. 1926 wechselte er an das von dem Technischen Stadtrat Willy Hahn geleitete Städtische Hoch- und Siedlungsbauamt der Stadt Kiel. Hier übernahm er zumeist mit städtebaulichen und baupflegerischen Aufgaben. 1930 zog er nach Hannover und arbeitete fünf Jahre bei Stadtbaurat Karl Elkart. Während dieser Zeit, die seinen weiteren Werdegang höchstwahrscheinlich entscheidend beeinflusste, behandelte er nur Fragen des Städtebaus.
1935 wechselte Jensen als Magistrats-Oberbaurat zurück nach Kiel. Für die Stadt sollte er ein Stadtplanungsbauamt einrichten, das aufgrund der umfangreichen städtebaulichen Pläne zur weiteren Gestaltung der Stadt notwendig geworden war. Priorität hatte anfangs ein moderner Generalbebauungsplan für die Erweiterung Kiels, der seinerzeit „Wirtschaftsplan“ genannt wurde. Dazu gehörten Entwürfe für neue Wohngebiete am Ostufer der Kieler Förde, die Industriearbeitern Wohnraum bieten sollten. Gemäß den Vorschlägen des Bauamtes entstand bspw. Elmschenhagen. Während des Zweiten Weltkriegs stellte das Amt die Arbeiten beinahe vollständig ein.
Nach Kriegsende musste der Wiederaufbau des großflächig zerstörten Kiels geplant werden. Dies machte eine grundsätzliche Neuordnung und Neuplanung des Bauamtes notwendig. Jensen, der 1945 zum Stadtbaudirektor ernannt worden war, leitete nun die gesamte Bauverwaltung. In führender Position einer Arbeitsgruppe gelang ihm diese Aufgabe sehr gut. Im Mai 1946 präsentierte seine Behörde den Vertretern der Stadt einen ersten Generalbebauungsplan. Dieser enthielt grundlegende Ansätze für eine Erneuerung Kiels und wurde einstimmig angenommen. 1947/48 führte das Bauamt einen Ideenwettbewerb zur Stadtgestaltung durch.
Der erfolgreiche Wiederaufbau Kiels brachte Jensen deutschlandweite und über die Landesgrenzen hinausgehende Anerkennung ein. Er erhielt hierfür viele Ehrungen und renommierte Berufungen. Der Kieler Rat wählte ihn am 20. April 1950 zum hauptamtlichen Stadtbaurat.
Seit 1947 gehörte Jensen als ordentliches Mitglied der Deutschen Akademie für Städtebau und Landesplanung an. Die Akademie gründete den sogenannten „Weinheimer Ausschuss“, in dem ab 1950 auch Jensen saß. Dieser Ausschuss sollte ein neues Bundesbaugesetz vorbereiten, das aufgrund des Wiederaufbaus des zerstörten Landes dringend benötigt wurde. Jensen wurde 1954 zum Vizepräsidenten der Akademie gewählt und übernahm diese Aufgabe für mehrere Jahre.
1955 wurde Jensen zum Honorarprofessor an der Rechts- und Staatswissenschaftlichen Fakultät der Universität Kiel ernannt. Im Oktober beurlaubte ihn die Stadt Kiel, damit er die Leitung der „Arbeitsgemeinschaft Stadtentwicklungsplan München“ übernehmen konnte.

## Weiterer Werdegang

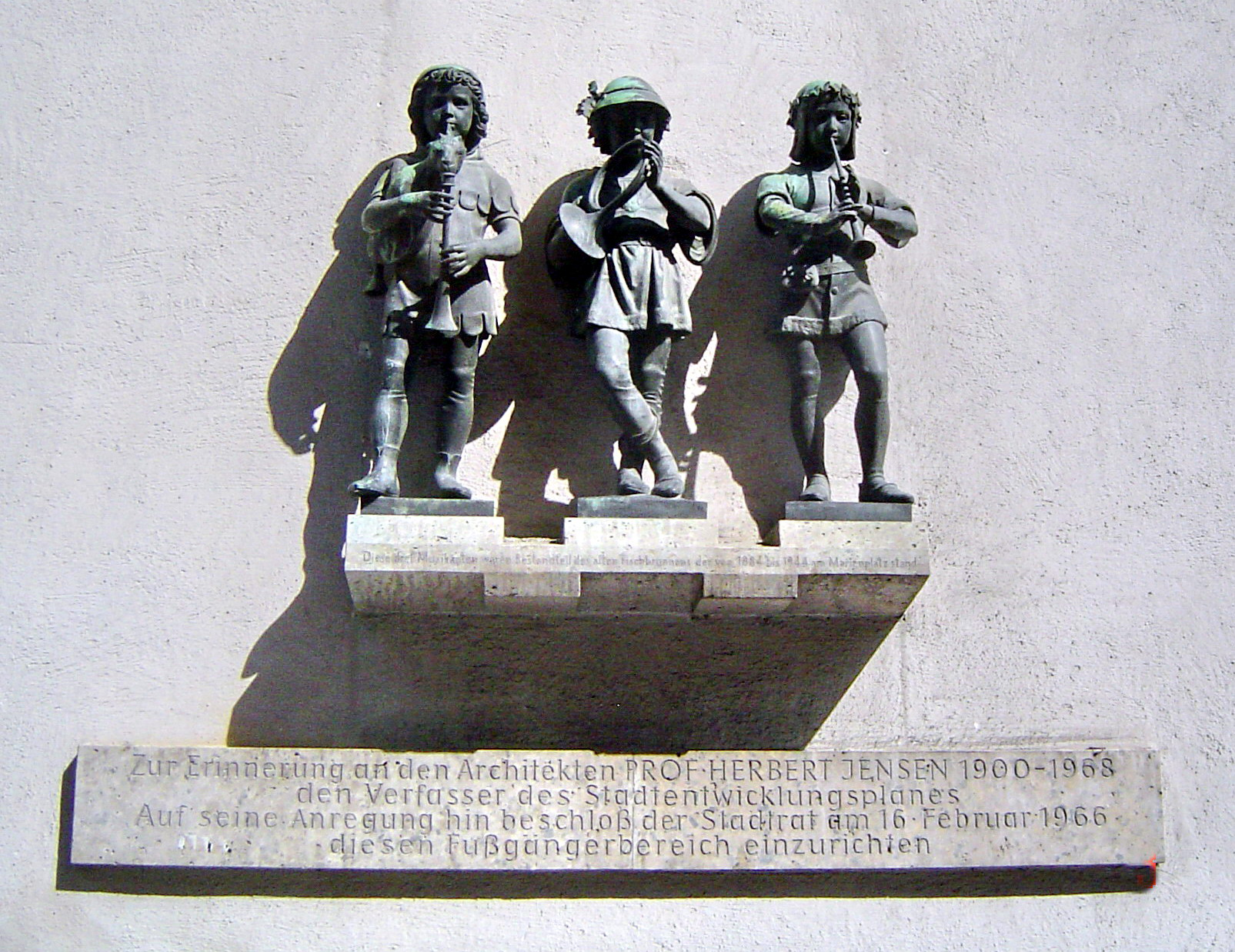
Gedenkstein für Herbert Jensen am Münchener Karlstor

Die Arbeitsgruppe in München sollte die Grundlagen für die Weiterentwicklung für die Stadt bis zum Jahr 1990 erarbeiten. Der Münchener Stadtrat genehmigte den Plan am 10. Juli 1963 und hielt bei folgenden Baumaßnahmen daran fest. Der Plan wurde auch als „Jensen-Plan“ bezeichnet. Nachdem er die Aufgabe in München erledigt hatte, ging Jensen nicht zurück nach Kiel. 1962 erhielt er einen Ruf der TH Braunschweig auf den Lehrstuhl für Städtebau, Wohnungswesen und Landesplanung mit angegliedertem Institut für Städtebau. Ein entsprechendes vorheriges Gesuch aus dem Jahr 1959 hatte er noch abgelegt. Neben Vorlesungen arbeitete er hier weiterhin praktisch und erstellte Gutachten und Pläne und bot Beratungen an.
Aufgrund seiner erfolgreichen Arbeit und Expertise als erfahrener Praktiker galt Jensen schnell als angesehener und nachgefragter Experte. Mehrere deutsche Großstädte wie Bremen, Dortmund und Braunschweig boten ihm Stellen als Städtebauer und Leiter von Bauverwaltungen an, die er jedoch ablehnte. Auch einem Ruf der TH München kam er nicht nach. Eine Stelle als zweiter Staatssekretär im Bundesministerium für Wohnungswesen und Städtebau nahm er auch nicht an.
Während der Zeit in Kiel gehörte Jensen als ständiges Mitglied dem Bauausschuss des Deutschen Städtetages an. Außerdem arbeitete er im „Gemeinsamen Landesplanungsrat Hamburg-Schleswig-Holstein“ mit. Dieses Gremium sollte die Anliegen beider Länder an den gemeinsamen Landesgrenzen harmonisieren. Daher erhielt er 1967 einen Ruf der Stadt Hamburg als Geschäftsführer der „Unabhängigen Kommission zur Überprüfung des Aufbauplanes 1960 der Freien und Hansestadt Hamburg“, für die er auch Gutachten schrieb.
Jensen gehörte lange dem Wissenschaftlichen Beirat beim Bundesministerium für Wohnungswesen und Städtebau an. 1966 erhielt er einen Ruf in den „Beirat für Raumordnung“ des Bundesministeriums des Innern.

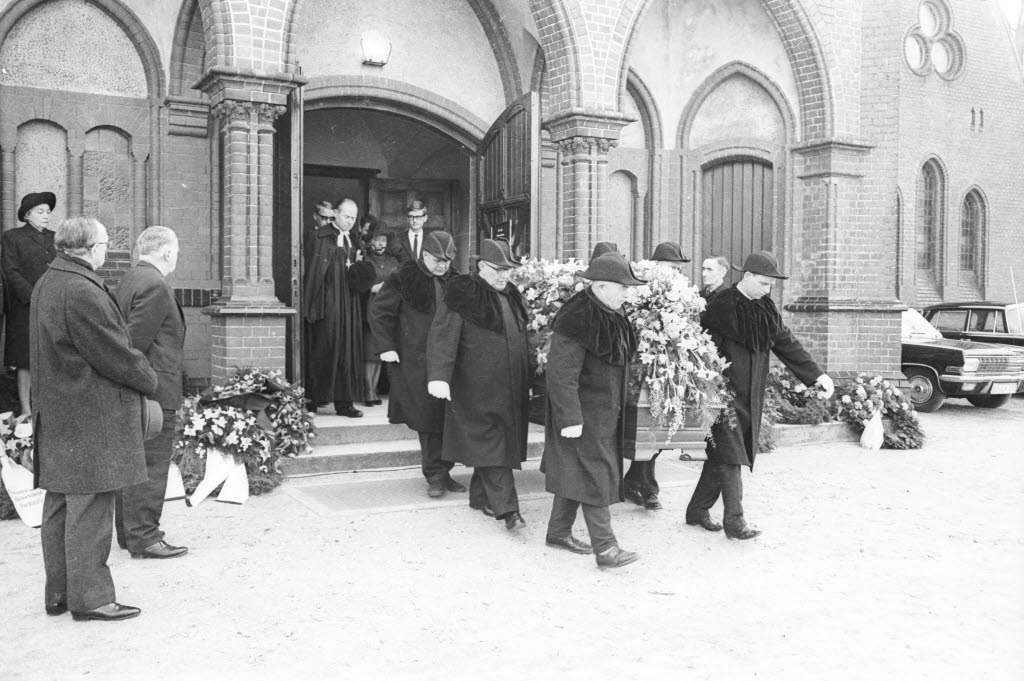
Beerdigung auf dem Parkfriedhof Eichhof in Kiel

Kurz vor Lebensende berief Minister Lauritz Lauritzen Jensen in den „Arbeitskreis für Stadtentwicklung“. Die Arbeitsgruppe sollte „neue Konzeptionen für städteplanerische Vorhaben der Zukunft“ erarbeiten. Jensen besuchte am 14. März 1968 die erste Beiratssitzung. Eine Woche später reiste er nach Dortmund, wo er eine Sitzung des Preisrichterkollegiums des Architekturpreises der Universität Dortmund besuchte. Jensen begleitete den Wettbewerb seit dem Gründungsausschuss 1963. Während der Sitzung erlitt er einen Herzinfarkt, an dessen Folgen er starb.

## Persönlichkeit
Jensen galt als nüchterner und klarer Denker, der ein ausgeprägtes Verständnis für die realen Gegebenheiten und die Grenzen des Machbaren hatte. Er hatte fundierte Sach- und Fachkenntnisse, Erfahrung in Verwaltungsangelegenheiten und handelte politisch klug. Er empfand, trotz aller Probleme der Kommunalverwaltung, immer künstlerisch und konzipierend. Aufgrund seiner vielfältigen Tätigkeiten als Stadtplaner und Hochschullehrer kann er als einer der wichtigsten Städtebauer der 1960er und 1970er Jahre bezeichnet werden, der bedeutenden Anteil an einer umfassenden Gesetzgebung und wissenschaftlichen Fortentwicklung der Fachdisziplin hatte.

## Ehrungen

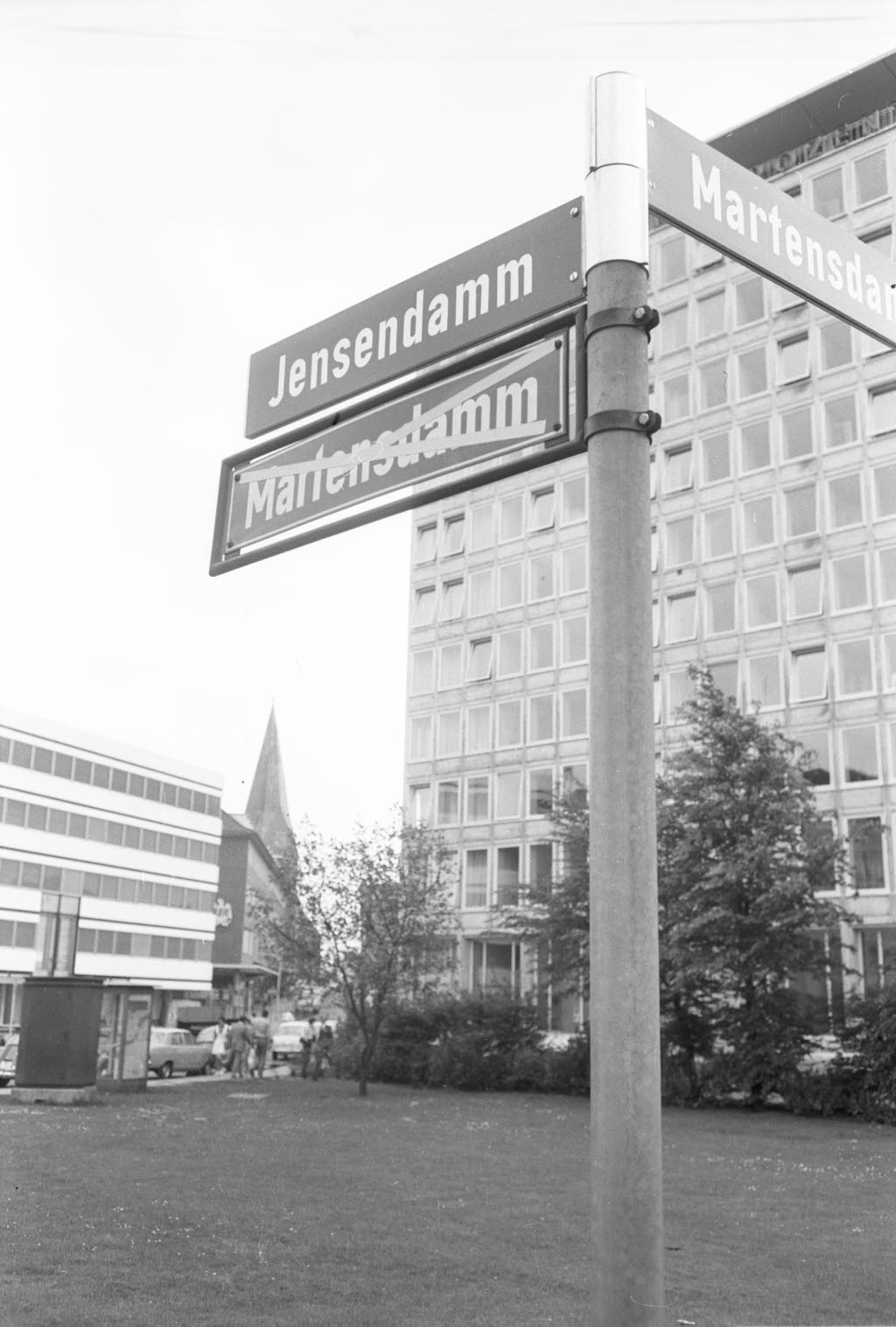
Umbenennung eines Teilstückes des Martendammes in Jensendamm

Für seine Verdienste bekam Jensen 1958 die Freiherr-vom-Stein-Medaille verliehen. Zu seinem 60. Geburtstag zeichnete in die schleswig-holsteinische Landesregierung mit dem Kunstpreis des Landes aus. Im Dezember 1970 benannte die Stadt Kiel eine Straße nach dem verstorbenen Stadtplaner. Im Juli 1972 ließ die Stadt München eine Gedenktafel am Karlstor anbringen.

## Familie
Herbert Jensen heiratete 1929 in erster Ehe Hertha Boysen (* 27. März 1907 in Kiel; 2. September 1946 ebenda). Das Ehepaar hatte zwei Söhne und eine Tochter. Nach dem Tod der ersten Ehefrau heirateten der Witwer und Käte Vöge (* 28. April 1923 in Kiel) im Jahr 1954. Dieser Ehe entstammte eine Tochter.